# 藤田小女姫
藤田 小女姫（ふじた こととめ、本名：藤田 東亞子〈ふじた とあこ〉、1938年〈昭和13年〉1月4日 - 1994年〈平成6年〉2月23日）は、日本の霊感占い師、経営コンサルタント。フジタインターナショナルエンタープライズ主宰。
福岡県福岡市出身。11歳で「天才少女占い師」「千里眼少女」としてマスコミに登場し、時代の寵児となる。別名は藤田小乙姫とも。

## 来歴・人物
1938年、福岡県福岡市に生まれる。幼いころ、両親が離婚し、父親と生き別れる。太平洋戦争で実家が空襲に遭ったため、知人を頼って各地を転々とする。
9歳のとき、ハワイの狐が憑依し、霊感を得たという。
1950年、小学校6年生のとき、『産業経済新聞（サンケイ新聞東京）』（5月1日付、現在は『産経新聞』）の社会面トップに「奇跡の少女現る マリを突きながら何でもズバリ」との見出しで占いがよく当たる少女として紹介され、当時は「ことど姫」と名乗っていた。このあと、産業経済新聞社長だった前田久吉が産経ビルの中に事務所を与えて占い屋を開業させ、前田の後任となった水野成夫が、新聞社の顔というべき題字の運勢を占わせ、小女姫が漢字の『産経』はカタカナの『サンケイ』にしたほうがよいと占うと、水野は迷うことなくその通りにするなど、経営陣から可愛がられた。
昭和30、40年代にも霊感を持つ占い師として雑誌やテレビで取り上げられた。
岸信介、福田赳夫、松下幸之助、小佐野賢治などの政財界の大物を顧客として財を成した。ある日、岸が小女姫に「安保条約は通らんか?」と訊いたところ、小女姫は「断固としておやんなさい。通ります。その代わりに、あなたの内閣は長く持ちませんよ」と答えた。1960年6月19日、日米新安全保障条約は成立するが、4日後に岸内閣は総辞職する。そのほか、明仁親王（後の第125代天皇→上皇）の結婚、朴正煕暗殺事件、中国首相・周恩来の死などの予言を的中させたと言われる。また、学生時代の王貞治に対して「将来、野球で大成功を収める」と占った逸話も特に有名である。
1961年、不動産業者と結婚するが、3年で離婚した。1968年3月13日に名目上の経営者となっていたサウナが火事で死者を出す惨事となり、経営者責任を問われ、刑事裁判で1974年6月25日に業務上失火、同過失致死罪で懲役10ヵ月、執行猶予3年の有罪判決が下された。これらのことからマスメディアからその占いの能力について疑問を投げかける批判が起こり、応援してきた年配の有力者たちも離れて行った。
1970年代にハワイに移住する。
1994年2月23日、一人息子の知人に自宅高層マンションで射殺され、息子も別の場所で銃撃されて焼死体で見つかる。その後、容疑者は逮捕されて起訴され、第2級殺人罪で終身刑を言い渡された。
謎の多かった小女姫の人生については、実弟の藤田洋三が自著『東亜子と洋三・藤田小女姫の真実』（出版研、2004年刊）において詳しく語っている。

## 過去の出演番組
- 明星スター十番勝負（日本テレビ、占い役、1966年）
- どっこい大作（1973年7月23日、28話、藤田小女姫（本人役））
- 大沢悠里のゆうゆうワイド （TBSラジオ、月曜担当パートナー、1988年10月3日 - 1989年3月27日）
- 一枚の写真 （フジテレビ、1991年4月9日）

## 著書
- 『幸運への招待』産経新聞出版局、1960年12月。NDLJP:2936511。
- 『あなたの運を3倍よくする本―世界的予言者藤田小乙姫の先見力』山手書房、1982年10月。
- 『藤田小乙姫の女性の運をすばらしくよくする本』山手書房、1983年4月。
- 『不思議な力が運命を変える』講談社、1986年2月。ISBN 978-4062022002。
- 『藤田小女姫の最後のメッセージ―死の直前に披瀝した運の恐さ』文化創作出版、1994年3月。ISBN 978-4893870858。

この他、『吉田健一対談集成』（小沢書店、1998年）に「幽霊は生きている」のタイトルで吉田健一との対談が収録されている（初出「中央公論」1958年8月号）。

## 関連書籍
- 吉田健一『吉田健一対談集成』小沢書店、1998年2月。ISBN 978-4755103612。
- 藤田洋三『東亜子と洋三―藤田小女姫の真実』出版研、2004年11月。ISBN 978-4879690975。